# Великобританская и Ирландская епархия (Грузинский патриархат)
Великобританская и Ирландская епархия (груз. დიდი ბრიტანეთისა და ირლანდიის ეპარქია) — епархия Грузинской православной церкви на территории Великобритании и Ирландии.

## История
23 декабря 2009 года для приходов Грузинской православной церкви в Великобритании и Ирландии была создана Великобританская и Ирландская епархия из территории Западноевропейской епархии.
В её юрисдикции по состоянию на 2011 год находились два прихода: Лондонский и Дублинский. По состоянию на 2018 год действовали приходы в Лондоне, Дублине, Бирмингеме, Манчестере и Глазго.

## Епископы
- Зинон (Иараджули) (23 декабря 2009 — 16 ноября 2022), в/у, архиеп. Дманисский и Агарак-Таширский
- Илия II (с 14 февраля 2023), в/у, Святейший и Блаженнейший Католикос-Патриарх Грузии, Архиепископ Мцхета-Тбилиси и митрополит Пицунды и Цхум-Абхазети